# ماريان فانين
ماريان أو «إيدا فانين» (2 آذار\مارس 1845 - 18 تشرين الثاني\نوفمبر 1938) كانت عالمة نبات وفنانة أيرلندية، اشتهرت برسم نباتات جنوب أفريقيا. وكانت تعتبر من أهم فناني النباتات في جنوب أفريقيا حينها.

## حياتها
ولدت ماريان إدواردين فانين في دبلن في 2 آذار (مارس) 2845، والداها توماس وإلين فانين. هاجرت العائلة من دبلن إلى جنوب أفريقيا عندما كان عمر ماريان أشهر فققط. في البداية أحبّوا رأس الرجاء الصالح. ع ماء يتم انتقلوا للسكن في منطقة دارغل، أحد روافد نهر أومغيني، وقد سمى والد ماريان المنطقة بهذا الاسم على اسم نبع ماء يقع بالقرب من دبلن. تعرف المنطقة المحلية حالياً باسم «دارغل».
تزوجت ماريان أول مرة من القس يوستاس ويلبيرفورس جاكوب عام 1869. سافر الزوجان إلى إنجلترا عام 1871، حيث توفي القس مباشرة بعد الوصول. ظلت ماريان في إنجلترا لفترة، ودرست الموسيقى والرسم. عادت إلى جنوب أفريقيا عام 1875. منذ عام 1878، عاشت في ترانسفال (جمهورية جنوب أفريقيا) وتزوجت من القس ألفريد روبرتس عام 1879، حيث التقيا في حفل خيري. عاش الزوجان في توتشيفسترووم منذ 1881 حتى 1896، حيث رزقا بابنين. أصبح ابنهما الدكتور أوستن روبرتس عام طيور بارز. كانت ماريان فانين إحدى الأعضاء المؤسسين لمدرسة سانت ماري الأبرشية للبنات، في حين عمل روبرتس مديراً لمدرسة سانت بيرينوس للبنين. عام 1881، وأثناء حصار بريتوريا، عادت ماريان إلى منزل العائلة في مستعمرة ناتال. توفيت ماريان في 18 نوفمبر 1938، إما في هايدلبيرغ، غاوتينغ أو في نيو ماكلينوك، بريتوريا.

## العمل الفني
تعلّمت ماريان الفن بنفسها. شجعها شقيقها الأكبر جورج فوكس فانين، وهو عالم نبات، على دراسة النباتات المحلية في جنوب أفريقيا. تركزت اهتماماتهما على نباتات السحلبية والصقلاباوات (الصقلاب). قاد هذا الاهتمام فانين إلى نشر ورسم النباتات التي كان جورج يجمعها وإرسال الرسومات التوضيحية إلى وليام هنري هارفي في كلية الثالوث (دبلن). كان هارفي معجباً برسوماتها، وقد أسمى إحدى أنواع الأوركيدا على اسمها تكريماً لها، واعتماداً لها كمكتشفة لذلك النوع. حوالي عام 1869، رسمت فانين ألبوماً يصف أزهار ناتال. عام 1878, أصبحت فانين عضوة في بعثة بقيادة الأسقف بوسفيلد، وأثناء رحلة البعثة من ديربان إلى بريتوريا، أنجزت فانين سكيتشات للمناطق الريفية المحيطة. أثناء سكنها في ترانسفال، رسمت فانين الأزهار البرية والمناظر الطبيعية. حفظت رسومات الأزهار في كلية علم النبات في كلية ترينتي في دبلن. أما رسومات المناظر الطبيعية فمحفوظة في مجموعات خاصة في جنوب أفريقيا.